# Храм Рождества Христова (Липецк)
Церковь Рождества́ Христо́ва — православный храм в городе Липецке на улице 9 Января.

## Строительство
В 1857 году крестьяне подали в Тамбовскую и Козловскую епархию просьбу о строительстве нового храма в селе Студёнки (ныне в черте города Липецка). В 1859 году разрешение на постройку было получено. К 1865 году черновая стройка была готова. В 1869 постройка была завершена. До этого храм посетили две комиссии.

## История

### XIX—XX века (периодРоссийской империи)
В 1892 году священник В. И. Покровский основал церковно-приходскую школу для девочек. В 1914 году храм посетил архитектор Чеботаревич и сказал о необходимости ремонта. Однако первая мировая война помешала планам.

### XX век (период СССР)
В 1919 году Сокольский волостной совет изъял из храма метрические книги и исповедательные ведомости. В 1935 году была произведена попытка снять с церкви колокола. Этому помешал тогдашний епископ Липецкой епархии Уар (Шмарин), за что был арестован и на 8 лет лишён свободы. В 1937 году храм был закрыт, но в 1943 году открыт вновь. Храм стал первым храмом, открытым в Липецке при Советской власти и долгое время оставался единственным действующим городским храмом.

### Нынешнее время
В храме действует воскресная школа.